# Citrobacter koseri
Citrobacter koseri là một vi khuẩn Gram âm, trực khuẩn không bào tử. Đây là vi khuẩn kị khí có khả năng hô hấp hiếu khí, cử động bằng roi. Vi khuẩn này là một loài của họ Enterobacteriaceae sống tại hệ thần kinh tự chủ ống tiêu hóa của người và động vật.  C. koseri có thể hoạt động như một mầm bệnh cơ hội.
Áp xe não có tỷ lệ tử vong và biến chứng cao, do đó, trẻ sơ sinh thường bị tổn thương thần kinh vĩnh viễn. Việc truyền nhiễm C. koseri có thể từ mẹ sang thai nhi (nhiễm trùng âm  đạo cục bộ, vỡ màng ối, chorioamniotis trước khi sinh từ 7 ngày đến 11 ngày trước khi sinh), lây truyền bệnh viện.

## Dấu hiệu và triệu chứng
Trẻ sơ sinh có dấu hiệu ốm yếu và nhiễm trùng huyết, viêm màng não và viêm não, co giật, ngưng thở và thóp trên đầu phồng lên. Không có bằng chứng của cứng cổ hoặc sốt cao.

## Điều trị
Cephalosporin và meropenem phổ rộng thường được sử dụng vì thâm nhập tốt vào hệ thống thần kinh trung ương. Nếu đáp ứng với kháng sinh kém, nguyện vọng phẫu thuật của mủ thu thập sẽ làm giảm hiệu quả khối lượng và tăng cường hiệu quả của kháng sinh.

## Tiên lượng
Tiên lượng nhiễm C. koseri là 20 đến 30% trẻ sơ sinh tử vong và 75% số người sống sót bị di chứng tổn thương thần kinh nghiêm trọng như tràn dịch não phức tạp, thoái hóa thần kinh, thần kinh kém phát triển và động kinh.

## Giảm lây lan
Cách hiệu quả nhất để giảm lây truyền là rửa tay thường xuyên.